# Емма Шенсон
Емма Софія Перпетуа Шенсон (швед. Emma Sofia Perpetua Schenson; 21 вересня 1827 — 17 березня 1913) — шведська художниця, фахівчиня з жанрового та портретного живопису, фотографка. Одна з перших професійних фотографок в Швеції..

## Життєпис
Народилася в Уппсалі 21 вересня 1827 року в родині скарбника місцевої академії Джона Шенсона і адміністраторки школи Марії Магдалени Гар.
Інформації про те як вона познайомилася з мистецтвом фотографії, немає. У 1864 році Шенсон відкрила студію в Уппсалі, ставши однією з перших професійних фотографок в Швеції, і першою фотографкою із власною студією в Уппсалі. До цього моменту жінки не займалися фотографією самостійно, а виступали помічницями у чоловіків. До відкриття студії в Уппсалі, професійно фотографією в місті ніхто не займався, оскільки професія раніше опановувалася виключно мандрівними фотографами.
Разом з тим Шенсон займалася акварельним живописом, писала пейзажі і портрети. Деякі з її робіт виставлялися в Музеї Уппланда — головному художньому музеї Уппсали. Видала низку посібників для художників «Lätta teckningar för nybegynnare» (Світлові малюнки для початківців, 1877—1878) та збірник «Träsniderimönste» (Зразки різьблення по дереву, 1876).
У 1880-х і 90-х роках підготувала серію фотографій, присвячених процесу реставрації кафедрального собору Уппсали. Зображення показують не тільки її технічні навички, а й здатність грамотного вибору позиції при зйомці.
У Швеції Шенсон шанують як одну з перших художниць і фотографок країни, поряд з Вільгельміною Лагергольм в Стокгольмі, Гільдою Сйолін в Мальме і Розалі Сйоман в Стокгольмі.
У шлюбі не була. Померла в Уппсалі 17 березня 1913 року.

## Роботи

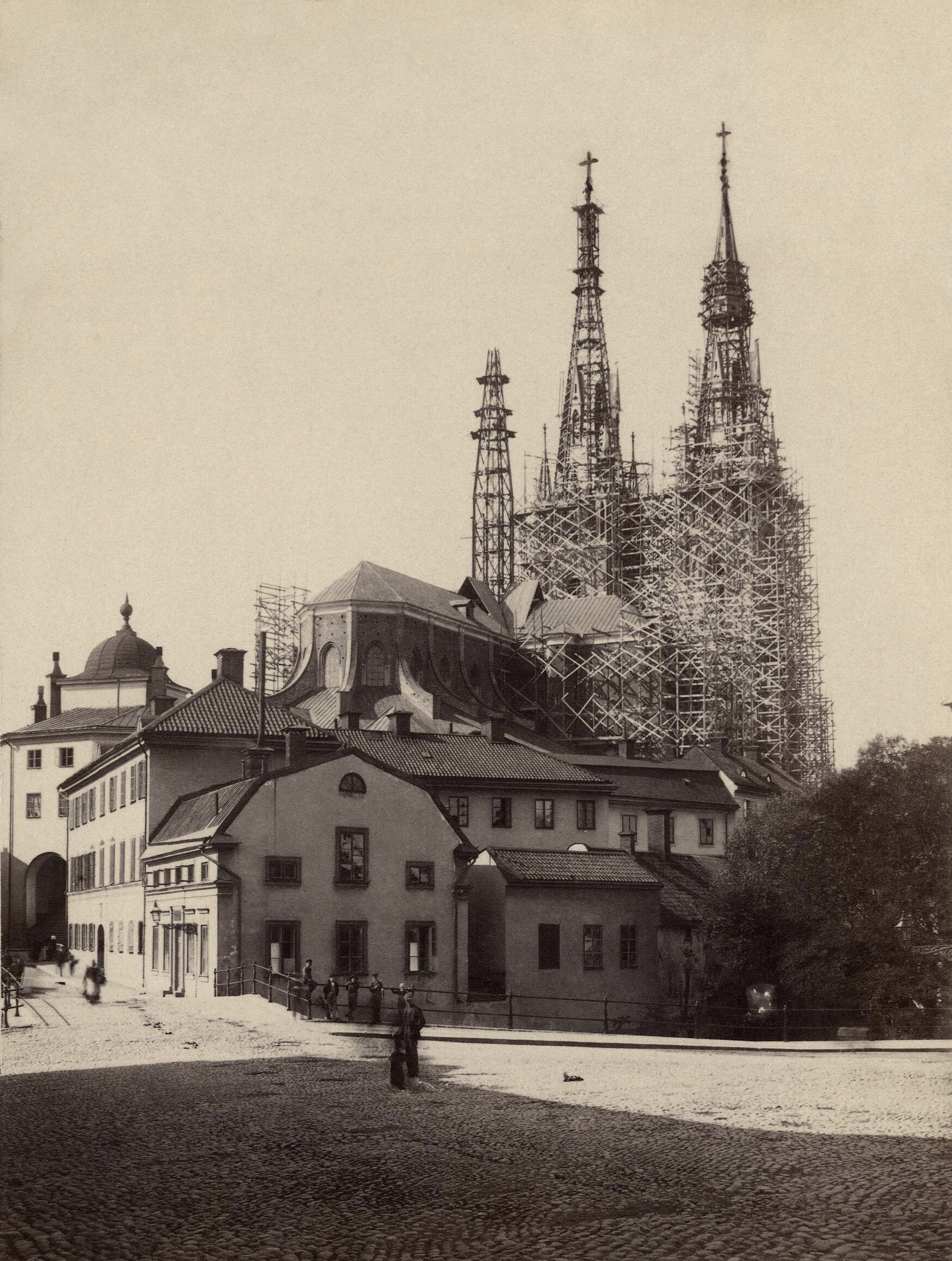
Кафедральний собор Уппсали. 1889 рік
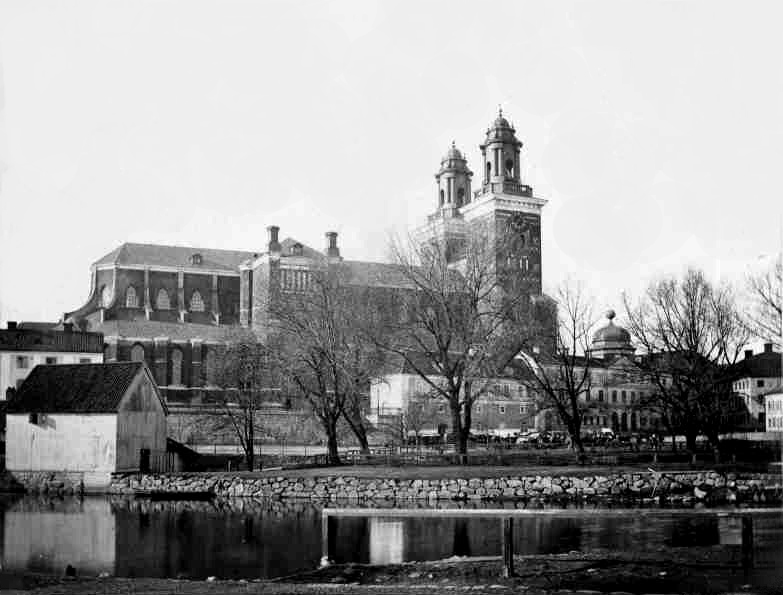
Кафедральний собор Уппсали. 1860 рік
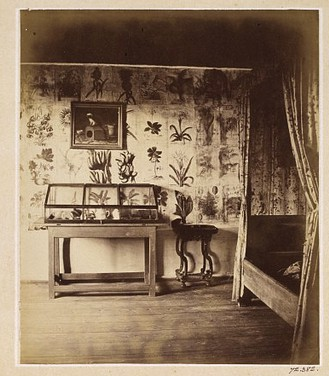
Спальня Ліннея. 1864 рік
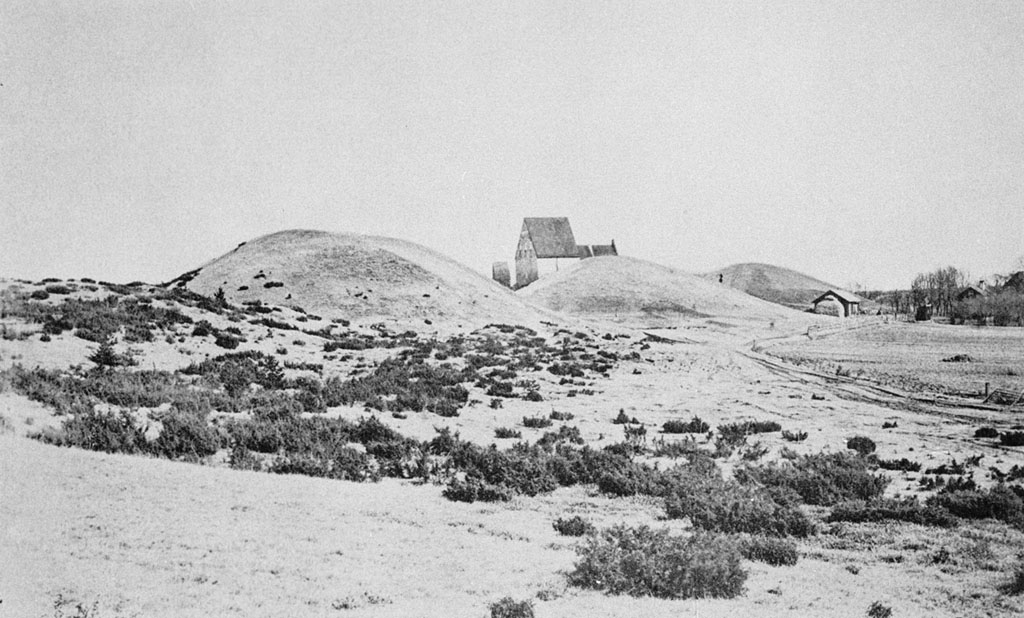
Уппсальські кургани. 1985 рік